# 6, rue Ogariova
Pour plus de détails, voir Fiche technique et Distribution.
6, rue Ogariova (Огарёва, 6, Ogariova, 6) est un film policier soviétique réalisé par Boris Grigoriev et sorti en 1981. C'est la suite du film à succès 38, rue Petrovka, sorti un an plus tôt.
Il s'agit de l'adaptation cinématographique du roman homonyme de Julian Semenov publié en 1972. L'adresse du titre 6, rue Ogariova fait référence au siège du Ministère de l'intérieur de l'URSS (ru) (ex-siège du NKVD) à Moscou.

## Fiche technique
Sauf indication contraire, les informations mentionnées dans cette section peuvent être confirmées par la base de données cinématographiques IMDb,  présente dans la section « Liens externes ».
- Titre français : 6, rue Ogariova[1]
- Titre original russe : Огарёва, 6, Ogariova, 6
- Réalisateur : Boris Grigoriev
- Scénario : Julian Semenov d'après son roman
- Photographie : Igor Klebanov (ru)
- Musique : Gueorgui Dmitriev (ru)
- Sociétés de production : Gorky Film Studio
- Pays de production :  Union soviétique
- Langue de tournage : russe
- Format : Couleurs - Son mono - 35 mm
- Durée : 83 minutes (1h23)
- Genre : Policier
- Dates de sortie :
  - URSS : janvier 1981

## Distribution
- Gueorgui Youmatov : Alexis Satchikov
- Vassili Lanovoï : Vladislav Kostenko
- Evgueni Guerassimov (ru) : Valia Poslakov
- Vsevolod Kouznetsov (ru) : Viktor Pimenov
- Dmitri Rayani (ru) : Viktor Kajaev
- Nodar Mgalobchvili (ru) : Irakli Nalbandov
- Vsevolod Larionov : Youri Proskouriakov

## Production
Le film a été tourné à Moscou en 1980.